# 엑스티비
엑스티비(EXTV)는 2007년부터 운영되고 있는 동영상 및 사진 공유 커뮤니티 사이트이다. 동영상 공유 게시판, 사진 갤러리, 자유 게시판을 위주로 구성되어 있으며 만화, 영화, 플래시게임 등의 콘텐츠를 무료로 제공한다.
엑스티비는 Extreme, Excellent, Explorer 등을 의미하는 Ex에 매스미디어의 대표격인 TV를 붙여 엑스티비(extv)로 네이밍 되었다.
익명제로 운영되고 있으며 엑스티비의 모토는 '익스트림 멀티미디어 세상'이다.
동영상 전문 포탈인 엠엔캐스트 보관됨 2021-09-28 - 웨이백 머신와 제휴하여 동영상 업로드 서비스를 제공하였으나, 엠엔캐스트의 서비스 중지로 인하여 엑스티비의 동영상 업로드 서비스는 중단된 상태이다.
2010년 판도라TV와 제휴하여 동영상 업로드 서비스를 다시 시작하였다.

## 역사
- 2007년 1월 1일 그랜드 오픈
- 2007년 2월 13일 엠엔캐스트 동영상 플랫폼 제휴관련 뉴스 전자신문 보도 (기사원문보기)
- 2007년 4월 16일 웹2.0기반의 RSS 서비스 론칭관련 뉴스 연합뉴스 보도 (기사원문보기[깨진 링크(과거 내용 찾기)])
- 2007년 5월 4일 에듀쿨 동영상 IT강좌 서비스 제휴관련 뉴스 연합뉴스 보도 (기사원문보기[깨진 링크(과거 내용 찾기)])
- 2007년 6월 12일 웹2.0 대용량자료실 서비스 제공관련 뉴스 K모바일 보도 (기사원문보기)
- 2010년 7월 6일 판도라TV 동영상 플랫폼 제휴관련 뉴스 아크로팬 보도 (기사원문보기)